# Petrobius
Petrobius és un gènere d'insectes arqueògnats pertanyents a la família Machilidae. Molts d'aquests primitius insectes estan restringits a costes rocoses.

## Taxonomia
El gènere Pretobius inclou sis espècies:
- Petrobius adriaticus
- Petrobius artemisiae
- Petrobius brevistylis
- Petrobius crimeus
- Petrobius maritimus
- Petrobius ponticus